# Trivalde

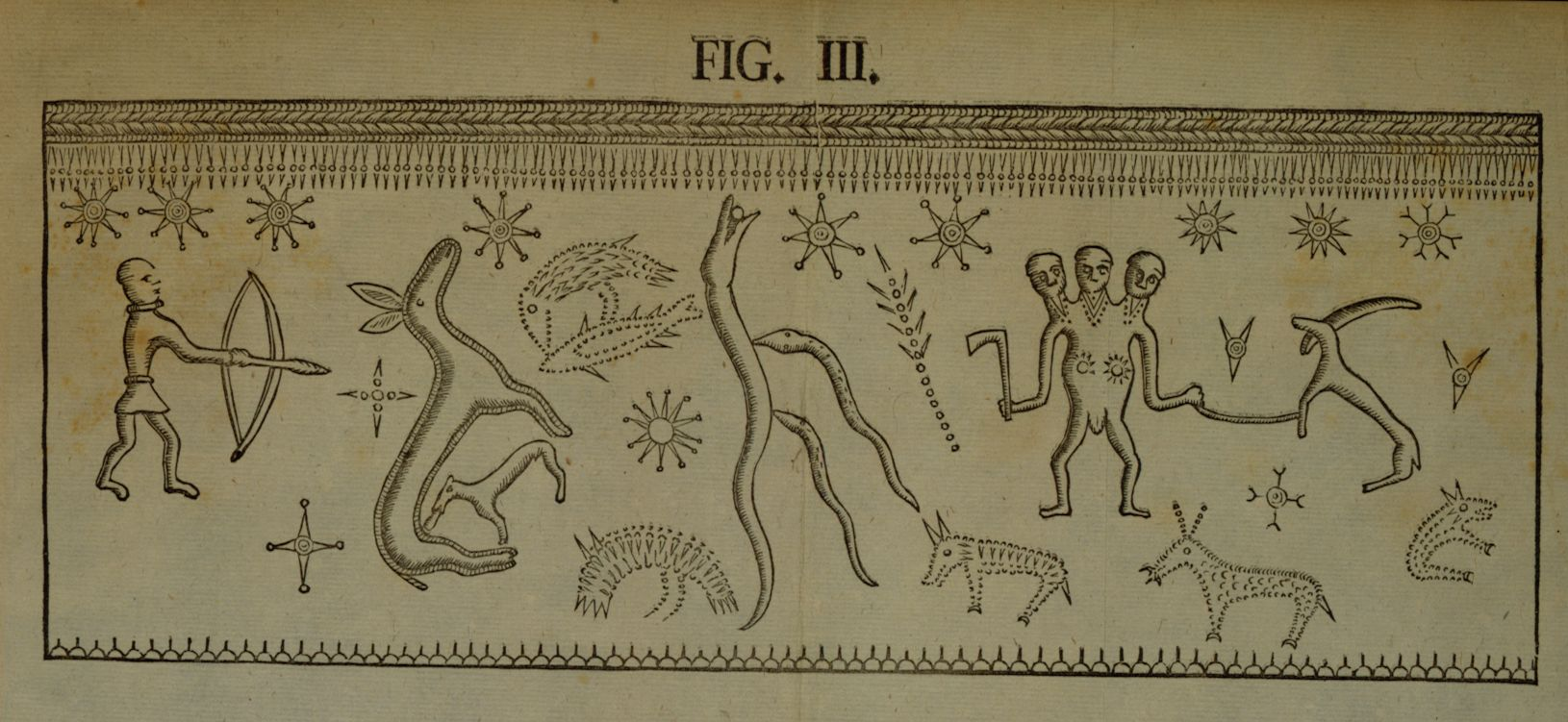
Trehövdad person på ett av Gallehushornen.

Trivalde (Þrívaldi, ”den trefalt mäktige” eller ”tre gånger mäktig”) var i nordisk mytologi en tre- eller niohövdad jätte som dräptes av Tor.

## Källtexterna
Snorre Sturlasson inleder fjärde kapitlet av Skáldskaparmál i sin Edda med en uppräkning av kenningar för Tor. Tre sådana är ”Hrungnes, Geirröds ochTrivaldes dråpare” (vegandi Hrungnis, Geirrøðar, Þrívalda). Myterna om Hrungner och Geirröd är kända, men myten om Trivalde har nu gått förlorad. Vi vet bara att Trivalde dräptes av Tor, eftersom Tor enligt Snorre kan kallas ”Trivaldes dråpare”.
Snorre exemplifierar därefter sina påståenden med utdrag ur den norsk-isländska skaldediktningen. Ur en trolig niddikt mot missionären Tangbrand citeras följande halvstrof av Veturlide Sumarlidason:
| Leggi brauzt þú Leiknar, lamðir Þrívalda, steyptir Starkeði, stóttu of Gjálp dauða. | Du bröt Leikns ben, slog Trivalde, underkuvade Starkad, du stod över den döda Gjalp. |  |

Det är Tor som i dikten tilltalas med ”du”, och skaldens tanke är att liksom ”du”, Tor, slog ihjäl dessa jättar skall du nu också krossa Tangbrand och hans kristna missionärer. Leikn var en jättinna som förekommer i kenningar av Hallfred vandrädaskald och Hallvard håreksblese. Den Starkad som här åsyftas var en åttaarmad jätte omtalad i Hervarar saga. Formuleringen ”lamðir Þrívalda” (av lemja, ”prygla, slå”) tyder på upprepat våld. Troligen stupade Trivalde utan ära efter att ha fått ordentligt med stryk.
Trivalde nämns också i ett citat från Brage Boddason:
| Vel hafið yðrum eykjum aptr, Þrívalda, haldit simbli sumbls of mærum, sundrkljúfr níu hǫfða. | Trivaldes nio huvudens klyvare [Tor], väl har du fört dina dragdjur åter från den beryktade gillesdrinkaren [Trivalde]. |  |

Exakt vad strofen syftar på går knappast att avgöra. Det är dock Tor som kallas ”Trivaldes nio huvudens klyvare” och hans dragdjur är bockarna. ″Gillesdrinkaren″ skulle kunna vara Trivalde, men flera forskare har framfört att skalden syftar på berättelsen om Trym.
Huruvida Trivalde hade nio huvuden – eller om Tor av någon anledning var tvungen att tre gånger slå ihjäl en trehövdad jätte – kan vi inte veta. Rudolf Simek gissar med ledning av namnet att ”den trefalt mäktige” hade tre huvuden eftersom ingen annan jätte i nordisk mytologi sägs ha varit niohövdad. Däremot omtalas en trehövdad jätte i Skírnismál 31 och en mansperson med tre huvuden finns avbildad på det mindre Gallehushornet. Å andra sidan hade Hymers svärmor niohundra huvuden enligt Hymiskviða 8, och den son som Ymer i Vafþrúðnismál 33 avlade med fötterna var sexhövdad.
”Trivalde” (Þrívaldi) nämns i tulorna som ett jättenamn, vilket betyder att Þrívaldi har kunnat användas som heite för begreppet ”jätte”.